# Sokolova, Hmilnîk
Sokolova (în ucraineană Соколова) este o comună în raionul Hmilnîk, regiunea Vinnița, Ucraina, formată numai din satul de reședință.

## Demografie
Componența lingvistică a satului Sokolova
     Ucraineană (98,35%)
     Rusă (1,65%)
Conform recensământului din 2001, majoritatea populației satului Sokolova era vorbitoare de ucraineană (98,35%), existând în minoritate și vorbitori de rusă (1,65%).